# Alitalia Airport
Alitalia Airport S.p.A. è stata una società italiana attiva nel trasporto aereo, occupandosi delle operazioni aeroportuali e dei servizi a terra.
Era leader italiano del settore.

## Storia

### Antefatto
Fino al 2000, i servizi di rampa, imbarco e scarico degli aeromobili Alitalia presso lo scalo di Fiumicino erano gestiti da Aeroporti di Roma. 
Aeroporti di Roma era stata una controllata di Alitalia che, a sua volta, era parte del gruppo Cofiri (IRI).
Nel 1994 Alitalia ha ceduto Adr a Cofiri, perché fosse privatizzata.
Grazie a questi incroci, Adr aveva garantito ad Alitalia delle tariffe di favore. A partire dal 1999 venne però promulgato un nuovo listino prezzi che esacerbò i rapporti tra le due società. La prima lamentava il progressivo trasferimento dei voli del vettore verso l'Aeroporto di Milano Malpensa, il secondo la bassa qualità delle prestazioni erogate dal gestore dello scalo. Dopo mesi e mesi di non facile mediazione (che vide protagonista anche Maurizio Prato oltre che la dirigenza di Iri), nel luglio 2000 venne raggiunto un accordo: i 1.328 addetti all'handling di Aeroporti di Roma passavano sotto Alitalia.

### Alitalia Airport
Si giunse così alla costituzione di Alitalia Airport, con il compito di coordinare le funzioni di handling, ovvero di assistenza passeggeri ed aeromobili per Alitalia - Linee Aeree Italiane, all'interno dello scalo di Roma Fiumicino ed in regime di autoproduzione, per abbattere i costi dell'assistenza aeroportuale e migliorarne le performance.
Con la liberalizzazione del mercato aereo, inizia a offrire i suoi servizi anche a vettori partner e altre compagnie aeree, sebbene l'85% del suo fatturato fosse dovuto ad Alitalia. Al 2003, risulta attiva in 18 aeroporti.
Nel 2007, tra gli scali gestiti, si annoverano Catania, Napoli, Palermo ed al Terminal 2 dell'aeroporto inglese di Londra Heathrow.
Entrata a far parte di Alitalia Servizi, l'ultimo giorno di operatività della compagnia è stato il 12 gennaio 2009; a partire dal 13 gennaio le attività, gli asset e il personale residuo non posto in cassa integrazione o licenziato, sono confluiti in Alitalia - Compagnia Aerea Italiana, valutati 6 milioni di euro.
Ad oggi, formalmente, la società è ancora attiva e sottoposta alle procedure di amministrazione straordinaria.

## Clienti
Nel 2008 presso l'aeroporto di Fiumicino svolgeva infatti assistenza per Aeroméxico, Air France, American Airlines, KLM, Continental Airlines, Czech Airlines, Air Europa, Air Italy, Meridiana, Olympic Airlines, China Airlines, Japan Air Lines, Luxair, Malev, Air Alps, Korean Air, Estonian Air e Turkish Airlines.
Anche a Londra Heathrow i risultati, in termini di espansione di mercato, erano stati considerevoli: Alitalia Airport, infatti, oltre ad Alitalia, forniva handling ai vettori Olympic Airlines, Air Malta, Air Mauritius, Jat, Malev, Tarom, Bulgaria Air, Uzbekistan Airways, Gulf Air, Malaysia, TAP Portugal, Azerbaigian, e Bellview Airlines.
Sull'Aeroporto di Catania Fontanarossa, oltre a gestire Alitalia, forniva servizi di terra per i vettori Malev, Volareweb, Air Slovakia, TNT, Air Alps, Luxair, e gestiva l'ufficio Lost and Found per British Airways, Meridiana, TUIfly, Myair e altre compagnie charter e Low Cost.
Alitalia Airport forniva la gamma completa dei servizi a terra:
- Servizi ai passeggeri, assistenza all'utenza in arrivo e partenza, check-in, accettazione e riconsegna bagagli;
- Servizi di rampa, gestione dell’aeromobile e attività al punto di arrivo e prima della partenza.

Spaziava, pertanto, dalla gestione del terminal passeggeri, ai servizi di rampa, al centraggio e bilanciamento degli aeromobili ed alla supervisione, con l'obiettivo di ridurre al minimo i tempi tecnici di permanenza a terra. Aveva ottenuto la Certificazione UNI EN ISO 9001:2000 per l'Aeroporto Internazionale di Fiumicino da parte della Det Norske Veritas, il 6 settembre 2001 ed il 18 settembre 2008 aveva ampliato anche la Certificazione Internazionale UNI EN ISO 9001:2000 ai servizi di handling erogati sullo scalo di Londra Heathrow. È stata il primo operatore certificato in Italia per l'intero complesso dei Processi Aeroportuali. La Certificazione era relativa a tutti i Processi Operativi svolti dallo Scalo di Fiumicino (Assistenza Passeggeri, Assistenza Aeromobili e Coordinamento Operativo di Scalo), ma coinvolgeva anche altre funzioni aziendali quali, ad esempio, l'addestramento delle risorse, il marketing, l'approvvigionamento dai fornitori strategici, le vendite.

## Fonti
- assaereo.it
- ilsole24ore.com
- ilsole24ore.com
- Relazione del Commissario Straordinario di Alitalia, 19 novembre 2008
- repubblica.it